# John Norum

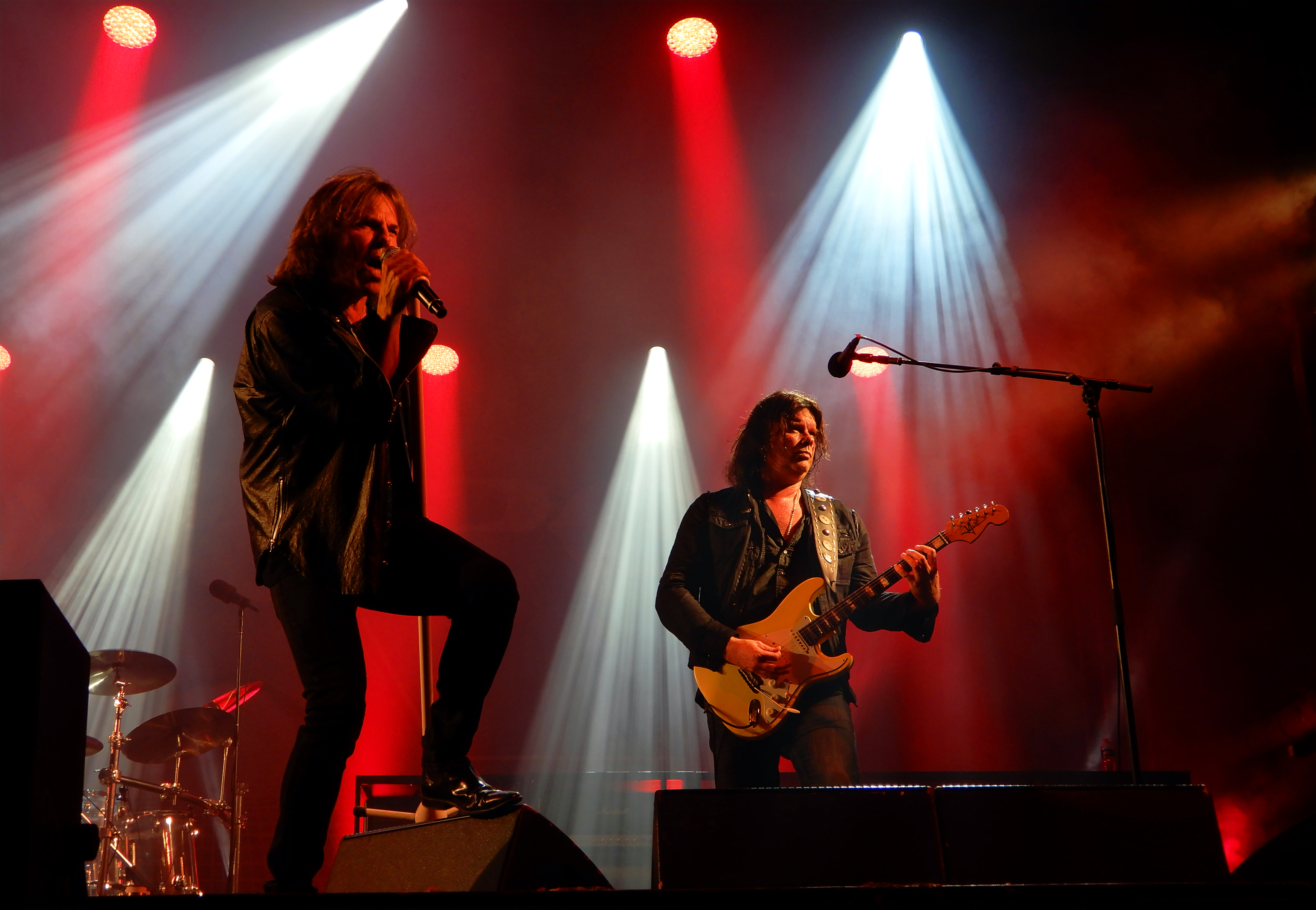
Europe : Joey Tempest (à gauche) et John Norum au Festival Estival de Trélazé en 2019

John Terry Norum, né le 23 février 1964 à Vardø (Norvège), est un guitariste et auteur-compositeur norvégien, membre du groupe de rock suédois Europe. Il poursuit également une carrière solo.

## Carrière
John Terry Norum a été élevé dans la banlieue de Stockholm où lui, Joey Tempest, John Leven et Tony Reno forment le groupe "FORCE" en 1979. Puis, le groupe se rebaptise Europe et enregistre trois albums, Europe, Wings of Tomorrow et le très célèbre The Final Countdown.
Juste après ce dernier, John Norum quitte le groupe, car il pense que le style musical du groupe a trop changé et ne lui convient plus. Désireux de mener une carrière solo, il sort en 1987 son premier album Total Control. Suivent quatre autres albums solo, sur lesquels, à l'instar du premier, il tient à la fois la guitare solo et le chant principal. John Norum sort aussi un album avec Don Dokken et devient membre du groupe Dokken pendant deux ans.
En 2004, c'est la reformation du groupe Europe, et John est bien évidemment invité à enregistrer le nouvel album Start From The Dark.
Suivent cinq autres albums studio du groupe avec John Norum comme guitariste, Secret Society, Last Look at Eden, Bag of Bones, War of Kings et Walk the Earth.
Six vidéos sont aussi tournées par le groupe, et trois DVD, dont le magnifique Almost Unplugged -Live At Nalen où l'on voit les musiciens du groupe, et au premier chef John Norum, livrer tout leur talent de musiciens.
Entre-temps, John Norum a sorti deux autres albums solo : Optimus en 2005, et Play Yard Blues en 2010.
En février 2013, il annonce la sortie pour l'automne d'un nouvel album studio produit par Gain/Sony.
En mai 2013, et pour la première fois, John Norum effectue une tournée acoustique avec sa sœur Tone Norum en Suède et en Norvège.

## Vie personnelle
En 1995, John Norum épouse Michelle Meldrum. Elle avait fait partie du groupe 100 % féminin Phantom Blue puis avait monté le groupe Meldrum par la suite.
Michelle a coécrit plusieurs titres avec John sur ses derniers albums solos. Ils ont un fils, Jake Thomas, né le 22 septembre 2004. Lui et son père figurent sur la pochette de Play Yard Blues, le dernier album solo de John Norum.
Michelle Meldrum est décédée le 21 mai 2008.
John Norum s'est fiancé en 2012 avec Camilla Wählander. Ils ont un fils, Jim Henry, né le 16 avril 2012, et une fille, Celine Margareta, née le 28 juillet 2014.
John Norum est le frère aîné de la chanteuse norvégienne Tone Norum.

## Actualités
En 2008 John Norum a été invité à interpréter In the Flesh au Prix Polar Music, en hommage au nommé de l'année Pink Floyd, en compagnie de Joey Tempest.
À l'automne 2011, il est entré à nouveau en studio avec Europe pour enregistrer le nouvel album du groupe, Bag of Bones, sorti en avril 2012. L'album produit par Kevin Shirley comptait Joe Bonamassa comme artiste invité sur le morceau Bag Of Bones. 
Un single extrait de cet album, ayant pour titre Not Supposed to Sing the Blues, est disponible en version numérique depuis le 9 mars 2012. Une vidéo a été tournée sous la direction de Patric Ullaeus.
Le 1er août 2012, c'est un nouveau single qui est extrait de l'album : Firebox. C'est à nouveau Patric Ullaeus qui a réalisé la vidéo de ce nouveau single.
En février 2013, John Norum annonce qu'il vient de signer avec le label Gain/Sony pour la production de son nouvel album prévu en septembre de la même année.

## Discographie

### Solo

#### Albums
- Total Control, 1987
- Face The Truth, 1992
- Another Destination, 1995
- Worlds Away, 1996
- Face It Live '97, 1997
- Slipped Into Tomorrow, 1999
- Optimus, 2005
- Play Yard Blues, 2010
- Gone To Stay, 2022

#### Singles
- Let Me Love You (1987)
- Back on the Streets (1987)
- Love Is Meant (to Last Forever) (1987)
- We Will Be Strong (1992)
- Face the Truth (1992)
- In Your Eyes (1992)
- Strange Days (1995) solo versione promo
- Where the Grass Is Green (1996)

#### Clips vidéos
- Let Me Love You
- Love Is Meant To Last Forever
- We Will Be Strong

### AvecEurope
- 1983 - Europe
- 1984 - Wings of Tomorrow
- 1986 - The Final Countdown
- 2004 - Start from the Dark
- 2006 - Secret Society
- 2008 - Almost Unplugged - Live At Nalen
- 2009 - Last Look at Eden
- 2012 - Bag of Bones
- 2015 - War of Kings
- 2017 - Walk the Earth

### AvecDon Dokken
- 1990 - Up From The Ashes

#### AvecDokken
- 2002 - Long Way Home

### AvecEddie Meduza& The Roaring Cadillacs

#### Albums
- Eddie Meduza & The Roaring Cadillacs (1979)
- The Eddie Meduza Rock 'n' Roll Show (1979)
- Dåren É Lös! - The Roaring Cadillac's Live (1983)
- West A Fool Away (1984)

#### Singles
- Punkjävlar (1978)
- The Eddie Meduza Rock 'n' Roll Show 1979 (1979)

## Équipement
- Gibson Les Paul et Flying V,
- Fender Stratocaster American Vintage 70
- Marshall 25/50 "Silver Jubilee Series" et Marshall JCM 800 2205 (les deux têtes sont utilisées simultanément)
- Marshall '72 4x12 Cabinets équipés de Celestion Greenbacks
- Dunlop Crybaby Jimi Hendrix Wah pedal
- MXR (en) Stereo Chorus pedal
- Boss Digital Delay pedal